# Championnats d'Europe de judo 1997
Navigation
Édition précédente Édition suivante
Les Championnats d'Europe de judo 1997 se sont déroulés en mai à Ostende, en Belgique. Pour ce qui est des épreuves par équipes, elles ont eu lieu à Rome, en Italie, le 25 octobre 1996 (voir article connexe).  

## Résultats

### Hommes
| Catégorie         | Or                  | Argent               | Bronze                              |
| -60 kg            | Rachad Mamedov      | Yacine Douma         | Pedro Caravana Girolamo Giovinazzo  |
| -65 kg            | Hüseyin Özkan       | Giorgi Revazishvili  | Larbi Benboudaoud Julian Davis      |
| -71 kg            | Giorgi Vazagashvili | Anatoly Laryukov     | Danny Kingston Christophe Gagliano  |
| -78 kg            | Johan Laats         | Djamel Bouras        | Patrick Reiter Dirk Radszat         |
| -86 kg            | Mark Huizinga       | Sergei Klischin      | Daan De Cooman Algimans Merkevicius |
| -95 kg            | Ben Sonnemans       | Ghislain Lemaire     | Dano Pantic Radu Ivan               |
| +95 kg            | Selim Tataroğlu     | Dennis van der Geest | Rafał Kubacki Harry Van Barneveld   |
| Toutes catégories | Harry Van Barneveld | Volker Heyer         | Selim Tataroğlu Indrek Pertelson    |

### Femmes
| Catégorie         | Or                | Argent              | Bronze                                  |
| -48 kg            | Sylvie Meloux     | Anna-Maria Gradante | Svetlana Komarova Tatiana Moskvina      |
| -52 kg            | Inge Clement      | Alena Karytskaya    | Marie-Claire Restoux Lioudmila Khramova |
| -56 kg            | Marisabel Lomba   | Isabel Fernández    | Beata Kucharzewska Magali Baton         |
| -61 kg            | Gella Vandecaveye | Michaela Vernerová  | Irena Tokarz Séverine Vandenhende       |
| -66 kg            | Yvonne Wansart    | Ursula Martin       | Claudia Zwiers Kate Howey               |
| -72 kg            | Ulla Werbrouck    | Chloe Cowen         | Karin Kienhuis Uta Kühnen               |
| +72 kg            | Johanna Hagn      | Michelle Rogers     | Céline Lebrun Beata Maksymow            |
| Toutes catégories | Beata Maksymow    | Francoise Harteveld | Brigitte Olivier Raquel Barrientos      |

## Tableau des médailles
| Rang | Pays               | Médaille d'or | Médaille d'argent | Médaille de bronze | Total |
| ---- | ------------------ | ------------- | ----------------- | ------------------ | ----- |
| 1    | Belgique           | 6             | 0                 | 3                  | 9     |
| 2    | Allemagne          | 2             | 2                 | 2                  | 6     |
| -    | Pays-Bas           | 2             | 2                 | 2                  | 6     |
| 4    | Turquie            | 2             | 0                 | 1                  | 3     |
| 5    | France             | 1             | 3                 | 6                  | 10    |
| 6    | Biélorussie        | 1             | 2                 | 1                  | 4     |
| 7    | Géorgie            | 1             | 1                 | 0                  | 2     |
| 8    | Pologne            | 1             | 0                 | 4                  | 5     |
| 9    | Royaume-Uni        | 0             | 2                 | 3                  | 5     |
| 10   | Espagne            | 0             | 2                 | 1                  | 3     |
| 11   | Autriche           | 0             | 1                 | 1                  | 2     |
| 12   | République tchèque | 0             | 1                 | 0                  | 1     |
| 13   | Russie             | 0             | 0                 | 2                  | 2     |
| 14   | Estonie            | 0             | 0                 | 1                  | 1     |
| -    | Italie             | 0             | 0                 | 1                  | 1     |
| -    | Lituanie           | 0             | 0                 | 1                  | 1     |
| -    | Portugal           | 0             | 0                 | 1                  | 1     |
| -    | Roumanie           | 0             | 0                 | 1                  | 1     |
| -    | Yougoslavie        | 0             | 0                 | 1                  | 1     |

## Sources
- Podiums complets sur le site JudoInside.com.

- Podiums complets sur le site alljudo.net.

- Podiums complets sur le site Les-Sports.info.